# リアム・ヘンドリックス
リアム・ジョンソン・ヘンドリックス（Liam Johnson Hendriks, 1989年2月10日 - ）は、オーストラリアの西オーストラリア州パース出身のプロ野球選手（投手）。右投右打。MLBのボストン・レッドソックス所属。愛称はスライダ（後述）。

## 経歴

### プロ入りとツインズ時代
パース郊外のソレントにあるセイクリッドハート・カレッジを卒業後、2007年にアマチュア・フリーエージェントでミネソタ・ツインズと契約してプロ入り。
2009年はシーズン開幕前の3月に開催された第2回ワールド・ベースボール・クラシック（WBC）のオーストラリア代表に最年少メンバーとして選出された。
2010年にはオールスター・フューチャーズゲームの世界選抜に選出されたが、虫垂炎のため辞退した。オフにはオーストラリアン・ベースボールリーグに参加し、パース・ヒートに所属した。
2011年はAA級ニューブリテン・ロックキャッツからスタートし、シーズン途中にAAA級ロチェスター・レッドウイングスへ昇格。ロースター拡大に伴い、9月6日のシカゴ・ホワイトソックス戦でMLB初登板初先発を果たし、史上31人目のオーストラリア人メジャーリーガーとなった。この試合の先発メンバーでは、一塁手のクリス・パームリー、中堅手のジョー・ベンソンもMLB初出場であり、MLB初出場選手が先発メンバーに3人名を連ねたのは球団史上初の出来事であった。オフの10月13日にツインズのマイナー最優秀投手に選出された。
2012年9月29日のクリーブランド・インディアンス戦でMLB初勝利を記録した。
2013年12月5日、フィル・ヒューズの加入に伴ってDFAとなり、40人枠を外れた。

### ブルージェイズ時代
2013年12月13日にウェイバー公示を経てシカゴ・カブスへ移籍したが、12月23日に再びウェイバー公示を経てボルチモア・オリオールズへ移籍した。
2014年2月17日にウバルド・ヒメネスの加入に伴い、DFAとなった。2月21日にウェイバー公示を経てトロント・ブルージェイズへ移籍した。3月8日に傘下のAAA級バッファロー・バイソンズへ異動した。5月23日にメジャーへ昇格。2試合に登板したが、6月1日にAAA級バッファローへ降格した。6月19日に再昇格。6月20日のシンシナティ・レッズ戦に登板したが、1.2回を6安打、6失点を喫して降板し、試合後にAAA級バッファローへ降格した。ブルージェイズでは3試合に登板して1勝0敗、防御率6.08だった。

### ロイヤルズ時代
2014年7月28日にダニー・バレンシアとのトレードで、エリック・クラッツと共にカンザスシティ・ロイヤルズへ移籍した。オフの10月24日にモイゼス・シエラの加入に伴ってDFAとなった。

### ブルージェイズ復帰
2014年10月30日にサンティアゴ・ネッシーとのトレードで、ブルージェイズへ復帰した。
2015年は中継ぎに転身し、58試合に登板したが、先発起用はなかった。5勝、防御率2.92だった。

### アスレチックス時代
2015年11月20日にジェシー・チャベスとのトレードで、オークランド・アスレチックスへ移籍した。
2016年は中継ぎで起用された。53試合の登板で4敗、防御率3.76だった。
2017年はシーズン開幕前の2月9日に第4回WBC本戦のオーストラリア代表に選出されたが、シーズンを優先するため辞退した。
シーズンでは1回の三振につき$100、1回の四球につき$200の寄付を行ない、9月30日にKと刺繍されたTシャツを販売し、この売り上げを寄付したり、前述の三振と四球での寄付が評価され、球団の社会貢献を行なった選手を表彰するデーブ・スチュワート・コミュニティ・サービス賞を受賞した。また、ロベルト・クレメンテ賞にもノミネートされた。
2018年6月25日にDFAとなり、7月2日にマイナー契約で傘下のAAA級ナッシュビル・サウンズへ配属された。9月1日にメジャー契約を結んでアクティブ・ロースター入りした。
2019年は東京で開催されたマリナーズとの日本開幕戦のメンバーとして訪日している。イチローの引退試合となった試合ではイチローと対戦している。その後は不振のブレイク・トレイネンと配置転換される形で抑えを任され、自身初めてオールスターゲームに選出された。最終的に25セーブを挙げた。
オフに同年から新設されたオールMLBチームのセカンドチーム中継ぎ投手の1人に選出された。
2020年オフの10月28日にFAとなった。12月9日にファーストチームとしては自身初めてオールMLBチームのファーストチーム中継ぎ投手の1人として選出された。

### ホワイトソックス時代
2021年1月15日にホワイトソックスと3年総額5400万ドルの契約を結んだ。背番号は「31」。オプションとして2024年は球団側が選択権を所持し、バイアウトの際は10年間の分割払いで1500万ドルが支払われる。
2021年7月4日に選手間投票で通算2度目となるオールスターゲームに選出された。7月13日に開催されたオールスターゲームでは9回裏に9番手として登板し、セーブを記録している。シーズン途中にカブスからクレイグ・キンブレルがトレードで移籍してきたが、引き続き抑えとして起用された。最終的にキャリア初となる最多セーブのタイトルを獲得した。
オフの11月23日にファーストチームとしては2年連続2度目となるオールMLBチームのファーストチーム中継ぎ投手の1人に選出された。
2022年は2年連続通算3度目となるオールスターゲームに選出された。
2023年はシーズン開幕前の1月8日に非ホジキンリンパ腫に罹患したことを公表。4月3日に治療を終え、4月20日に寛解。リハビリを経て、5月29日の本拠地でのエンゼルス戦で復帰し、スタンディングオベーションで迎えられた。8月2日にテキサス州アーリントンの病院にて右肘尺側側副靱帯のトミー・ジョン手術を行ったことが発表され、復帰には12カ月から14カ月かかる見込みでシーズンは終了となった。オフの11月3日に契約延長オプションを破棄して、FAとなった。

### レッドソックス時代
2024年2月20日にボストン・レッドソックスと2年契約を結んだ。前年に受けたトミー・ジョン手術のリハビリで2024年は全休した。
2025年4月20日のホワイトソックス戦で約2年ぶりとなるメジャー復帰を果たした。

## 選手としての特徴
| 球種           | 割合 | 平均球速 | 平均球速 | 最高球速 | 最高球速 |
| 球種           | %    | mph      | km/h     | mph      | km/h     |
| -------------- | ---- | -------- | -------- | -------- | -------- |
| フォーシーム   | 68.9 | 97.7     | 157.2    | 100.5    | 161.7    |
| スライダー     | 21.3 | 89       | 143.2    | 91.8     | 147.7    |
| カーブ         | 9.7  | 85.8     | 138.1    | 88.7     | 142.7    |
| チェンジアップ | 0.1  | 91.6     | 147.4    | 91.6     | 147.4    |

救援投手として、オーバースローから、平均97.7mph（約157.2km/h）のフォーシームを中心に、決め球である平均89mph（約143.2km/h）のスライダー、その他に平均85.8mph（約138.1km/h）のカーブなどを投げる。フォーシームの最速は2021年に記録した100.5mph（約161.7km/h）。

## 人物
愛称はブルージェイズ時代のチームメイトであるロベルト・オスーナが名付けたスライダで、これはヘンドリックス自身はスライダーと言っているつもりだが、オーストラリア英語の訛りが強くスライダに聞こえてしまうことに由来する。

## 詳細情報

### 年度別投手成績
| 年 度     | 球 団     | 登 板 | 先 発 | 完 投 | 完 封 | 無 四 球 | 勝 利 | 敗 戦 | セ 丨 ブ | ホ 丨 ル ド | 勝 率 | 打 者 | 投 球 回 | 被 安 打 | 被 本 塁 打 | 与 四 球 | 敬 遠 | 与 死 球 | 奪 三 振 | 暴 投 | ボ 丨 ク | 失 点 | 自 責 点 | 防 御 率 | W H I P |
| --------- | --------- | ----- | ----- | ----- | ----- | -------- | ----- | ----- | -------- | ----------- | ----- | ----- | -------- | -------- | ----------- | -------- | ----- | -------- | -------- | ----- | -------- | ----- | -------- | -------- | ------- |
| 2011      | MIN       | 4     | 4     | 0     | 0     | 0        | 0     | 2     | 0        | 0           | .000  | 100   | 23.1     | 29       | 3           | 6        | 0     | 0        | 16       | 1     | 0        | 16    | 16       | 6.17     | 1.50    |
| 2012      | MIN       | 16    | 16    | 1     | 0     | 0        | 1     | 8     | 0        | 0           | .111  | 381   | 85.1     | 106      | 17          | 26       | 3     | 4        | 50       | 4     | 0        | 61    | 53       | 5.59     | 1.55    |
| 2013      | MIN       | 10    | 8     | 0     | 0     | 0        | 1     | 3     | 0        | 0           | .250  | 224   | 47.1     | 67       | 10          | 14       | 1     | 3        | 34       | 1     | 0        | 39    | 36       | 6.85     | 1.71    |
| 2014      | TOR       | 3     | 3     | 0     | 0     | 0        | 1     | 0     | 0        | 0           | 1.000 | 57    | 13.1     | 12       | 3           | 4        | 0     | 2        | 8        | 0     | 0        | 9     | 9        | 6.08     | 1.20    |
| 2014      | KC        | 6     | 3     | 0     | 0     | 0        | 0     | 2     | 0        | 1           | .000  | 86    | 19.1     | 26       | 0           | 3        | 0     | 1        | 15       | 1     | 0        | 12    | 10       | 4.66     | 1.50    |
| '14計     | KC        | 9     | 6     | 0     | 0     | 0        | 1     | 2     | 0        | 1           | .333  | 143   | 32.2     | 38       | 3           | 7        | 0     | 3        | 23       | 1     | 0        | 21    | 19       | 5.23     | 1.38    |
| 2015      | TOR       | 58    | 0     | 0     | 0     | 0        | 5     | 0     | 0        | 6           | 1.000 | 261   | 64.2     | 59       | 3           | 11       | 1     | 2        | 71       | 4     | 0        | 23    | 21       | 2.92     | 1.08    |
| 2016      | OAK       | 53    | 0     | 0     | 0     | 0        | 0     | 4     | 0        | 10          | .000  | 275   | 64.2     | 69       | 6           | 14       | 3     | 1        | 71       | 3     | 0        | 31    | 27       | 3.76     | 1.28    |
| 2017      | OAK       | 70    | 0     | 0     | 0     | 0        | 4     | 2     | 1        | 16          | .667  | 273   | 64.0     | 57       | 7           | 23       | 0     | 0        | 78       | 6     | 0        | 34    | 30       | 4.22     | 1.25    |
| 2018      | OAK       | 25    | 8     | 0     | 0     | 0        | 0     | 1     | 0        | 1           | .000  | 104   | 24.0     | 25       | 3           | 10       | 0     | 1        | 22       | 1     | 0        | 11    | 11       | 4.13     | 1.46    |
| 2019      | OAK       | 75    | 2     | 0     | 0     | 0        | 4     | 4     | 25       | 8           | .500  | 332   | 85.0     | 61       | 5           | 21       | 5     | 2        | 124      | 7     | 0        | 18    | 17       | 1.80     | 0.96    |
| 2020      | OAK       | 24    | 0     | 0     | 0     | 0        | 3     | 1     | 14       | 0           | .750  | 92    | 25.1     | 14       | 1           | 3        | 1     | 0        | 37       | 0     | 0        | 6     | 5        | 1.78     | 0.67    |
| 2021      | CWS       | 69    | 0     | 0     | 0     | 0        | 8     | 3     | 38       | 0           | .727  | 267   | 71.0     | 45       | 11          | 7        | 1     | 1        | 113      | 6     | 0        | 23    | 20       | 2.54     | 0.73    |
| 2022      | CWS       | 58    | 0     | 0     | 0     | 0        | 4     | 4     | 37       | 0           | .500  | 235   | 57.2     | 44       | 7           | 16       | 1     | 2        | 85       | 8     | 0        | 22    | 18       | 2.81     | 1.04    |
| 2023      | CWS       | 5     | 0     | 0     | 0     | 0        | 2     | 0     | 1        | 0           | 1.000 | 20    | 5.0      | 4        | 1           | 1        | 0     | 0        | 3        | 0     | 0        | 3     | 3        | 5.40     | 1.00    |
| MLB：13年 | MLB：13年 | 476   | 44    | 1     | 0     | 0        | 33    | 34    | 116      | 42          | .493  | 2707  | 650.0    | 618      | 77          | 159      | 16    | 19       | 727      | 42    | 0        | 308   | 276      | 3.82     | 1.20    |

- 2024年度シーズン終了時
- 各年度の太字はリーグ最高

### 年度別守備成績
| 年 度 | 球 団 | 投手（P） | 投手（P） | 投手（P） | 投手（P） | 投手（P） | 投手（P） |
| 年 度 | 球 団 | 試 合     | 刺 殺     | 補 殺     | 失 策     | 併 殺     | 守 備 率  |
| ----- | ----- | --------- | --------- | --------- | --------- | --------- | --------- |
| 2011  | MIN   | 4         | 0         | 6         | 0         | 0         | 1.000     |
| 2012  | MIN   | 16        | 5         | 7         | 0         | 1         | 1.000     |
| 2013  | MIN   | 10        | 5         | 4         | 0         | 0         | 1.000     |
| 2014  | TOR   | 3         | 1         | 0         | 0         | 0         | 1.000     |
| 2014  | KC    | 6         | 2         | 0         | 0         | 0         | 1.000     |
| '14計 | KC    | 9         | 3         | 0         | 0         | 0         | 1.000     |
| 2015  | TOR   | 58        | 4         | 4         | 0         | 0         | 1.000     |
| 2016  | OAK   | 53        | 3         | 5         | 0         | 0         | 1.000     |
| 2017  | OAK   | 70        | 5         | 7         | 1         | 0         | .923      |
| 2018  | OAK   | 25        | 3         | 1         | 0         | 0         | 1.000     |
| 2019  | OAK   | 75        | 6         | 6         | 0         | 0         | 1.000     |
| 2020  | OAK   | 24        | 4         | 1         | 0         | 0         | 1.000     |
| 2021  | CWS   | 69        | 4         | 1         | 0         | 0         | 1.000     |
| 2022  | CWS   | 58        | 1         | 5         | 1         | 0         | .857      |
| 2023  | CWS   | 5         | 1         | 0         | 0         | 0         | 1.000     |
| MLB   | MLB   | 476       | 44        | 47        | 2         | 1         | .978      |

- 2024年度シーズン終了時

### タイトル
- 最多セーブ：1回（2021年）

### 表彰
- マリアノ・リベラ賞：2回（2020年、2021年）
- カムバック賞：1回（2023年）
- デーブ・スチュワート・コミュニティ・サービス賞：1回（2017年）
- オールMLBチーム[39]
  - ファーストチーム中継ぎ投手：2回（2020年、2021年）
  - セカンドチーム中継ぎ投手：1回（2019年）

### 記録
MiLB
- オールスター・フューチャーズゲーム選出：2回（2010年 - 2011年）

MLB
- MLBオールスターゲーム選出：3回（2019年、2021年、2022年）

### 背番号
- 62（2011年 - 2013年）
- 39（2014年）
- 31（2015年 - 2018年6月24日、2021年 - 2023年、2025年 - ）
- 16（2018年9月1日 - 2020年）

### 代表歴
- 2009 ワールド・ベースボール・クラシック・オーストラリア代表